# NGC 2764
NGC 2764 (другие обозначения — UGC 4794, MCG 4-22-17, ZWG 121.24, IRAS09054+2138, PGC 25690) — линзообразная галактика (S0) в созвездии Рака. Открыта Уильямом Гершелем в 1784 году.
Галактика имеет довольно голубой цвет, по некоторым показателям цвета она сравнима со спиральными галактиками, что указывает на недавнее звездообразование. Вероятно, недавно галактика испытала слияние с другой галактикой. Галактика обладает довольно голубым ядром и в ней видны пылевые полосы, кинематически в ней выделяется две составляющих.
Этот объект входит в число перечисленных в оригинальной редакции «Нового общего каталога».
Галактика NGC 2764 входит в состав группы галактик NGC 2749. Помимо NGC 2764 в группу также входят NGC 2730, NGC 2738, NGC 2744, NGC 2749, UGC 4773, UGC 4780, UGC 4809 и NGC 2737.